# 駝背犬齒脂鯉
駝背犬齒脂鯉，為輻鰭魚綱脂鯉目脂鯉亞目狼牙脂鯉科的其中一個種，分布於南美洲蓋亞那的奧里諾科河及亞馬遜河流域，體長可達28公分，棲息在河川淡水、半鹹水水域，以其他魚類為食，生活習性不明，可做為食用魚。